# Obun
Obun o Obon (in croato: Obun) è un isolotto disabitato della Croazia situato nel mare Adriatico a sud-est di Pasman; fa parte dell'arcipelago zaratino. Amministrativamente appartiene al comune di Poschiane, nella regione zaratina.

## Geografia
Obun si trova nelle acque del mare di Morter (Murtersko more), circa 3,7 km a sud di punta Borogna Inferiore (rt Donji Borovnjak), l'estremità meridionale di Pasman, 1 km a sud-est di Gangaro e circa 2 km a ovest di Vergada. Dista inoltre 7,2 km dalla costa dalmata.
L'isolotto ha circa 680 m di lunghezza per 300 di larghezza; ha una superficie di 1,66 km², una costa lunga 1,171 km e un'altezza massima di 22 m.

### Isole adiacenti
- Gangaro (Gangaro), a nord-ovest.
- Isolotti Cottola (Kotula Vela, Kotula Mala e Runjava Kotula), a nord.
- Vergada (Vrgada), a est.
- Sebinata (Šipnata), a sud-est.

### Cartografia
- (HR) Mappa topografica della Croazia 1:25000, su preglednik.arkod.hr. URL consultato l'8 settembre 2017.
- G. Giani, Carta prospettiva delle Comuni censuarie della Dalmazia, foglio 6, 1839. Fondo Miscellanea cartografica catastale, Archivio di Stato di Trieste.
- Carta di cabottaggio del mare Adriatico, foglio VII, Milano, Istituto geografico militare, 1822-1824. URL consultato l'8 settembre 2017 (archiviato dall'url originale il 13 aprile 2013).